# Константин II (митрополит Киевский)
Митрополит Константин II (ум. в 1177) — митрополит Киевский и всея Руси (1167—1169).
По происхождению грек.
В 1167 году Константинопольским патриархом Лукою Хрисовергом поставлен на Киевскую митрополию и в том же году прибыл в Русь.
Вследствие строгого толкования необходимости постов в среды и пятницы по господским праздникам Константин и черниговский епископ Антоний вступили в конфликт с влиятельным Киево-Печерским монастырём; наивысшего накала он достиг на Рождество 1168 года, которое приходилось на среду, когда Константин подверг епитимье печерского игумена Поликарпа. Эта мера вызвала такое раздражение против него, что разграбление Киева войсками Андрея Боголюбского в марте 1169 году рассматривалось как божественное возмездие за «неправду митрополичью».
Жёсткий курс Константина II угрожал церковно-политическим интересам Византии, и потому он был отозван патриархом. Скончался в 1177 году.